# Verrières-de-Joux
Verrières-de-Joux là một xã trong vùng hành chính Franche-Comté, thuộc tỉnh Doubs, quận Pontarlier, tổng Pontarlier. Tọa độ địa lý của xã là 46° 53' vĩ độ bắc, 06° 26' kinh độ đông. Verrières-de-Joux nằm trên độ cao trung bình là 910 mét trên mực nước biển, có điểm thấp nhất là 890 mét và điểm cao nhất là 1207 mét. Xã có diện tích 10.15 km², dân số vào thời điểm 1999 là 355 người; mật độ dân số là 35 người/km².

## Thông tin nhân khẩu
| 1861 |  | 1962 | 1968 | 1975 | 1982 | 1990 | 1999 |
| ---- |  | ---- | ---- | ---- | ---- | ---- | ---- |
| 941  |  | 394  | 417  | 389  | 375  | 396  | 355  |

## Địa điểm tham quan
Nhà thờ Saint-Sébastien được xây năm 1756.